# Elliott Lee
Elliot Robert Lee (Durham, 16 december 1994) is een Engels voetballer die bij voorkeur als aanvaller speelt. Hij stroomde in 2012 door vanuit de jeugd van West Ham United. Hij is een zoon van oud-international Rob Lee.

## Clubcarrière
Lee tekende zijn eerste profcontract voor West Ham United in augustus 2012. Op 1 januari 2013 zat hij voor het eerst op de bank tegen Norwich City. Op 16 januari 2013 maakte hij zijn debuut voor West Ham in de derde ronde van de FA Cup op Old Trafford tegen Manchester United. Hij viel na 78 minuten in voor Ricardo Vaz Tê. Op 31 augustus 2013 debuteerde hij in de Premier League tegen Stoke City. Hij viel twee minuten voor affluiten in voor Mohamed Diamé.
1 Fabiański ·
3 Cresswell ·
4 Soler ·
5 Coufal ·
7 Summerville ·
8 Ward-Prowse ·
9 Antonio ·
10 Paquetá ·
11 Füllkrug ·
14 Kudus ·
15 Mavropanos ·
17 Guilherme ·
18 Ings ·
19 Álvarez ·
20 Bowen  ·
21 Foderingham ·
23 Aréola ·
24 Rodríguez ·
25 Todibo ·
26 Kilman ·
28 Souček ·
29 Wan-Bissaka ·
33 Palmieri ·
34 Ferguson ·
39 Irving ·
57 Scarles ·
Coach: Potter
· Assistent-coach: Saltor